# 혼다촌 (나라현)
혼다촌(本多村)은 나라현 이코마군에 설치되었던 촌이다. 현재의 야마토코리야마시 남부에 해당한다.
현재 야마토코리야마시 남부, 국도 25호선의 남쪽, 니시메이한자동차도・야마토마호로바 스마트 나들목의 북쪽, 긴테쓰 가시하라선 쓰쓰이역과 히라바타역 사이의 구역에 해당한다.

## 교통

### 철도
오사카 전기궤도(현 긴키 닛폰 철도) 긴테쓰 가시하라선 지나갔지만 역은 존재하지 않았다.

### 도로
현재는 구촌 지역에 니시메이한자동차도 야마토마호로바 스마트 나들목이 위치해 있지만, 당시에는 미개통 상태였다.

## 참고문헌
- 角川日本地名大辞典 29 奈良県